# Albert Hambresin

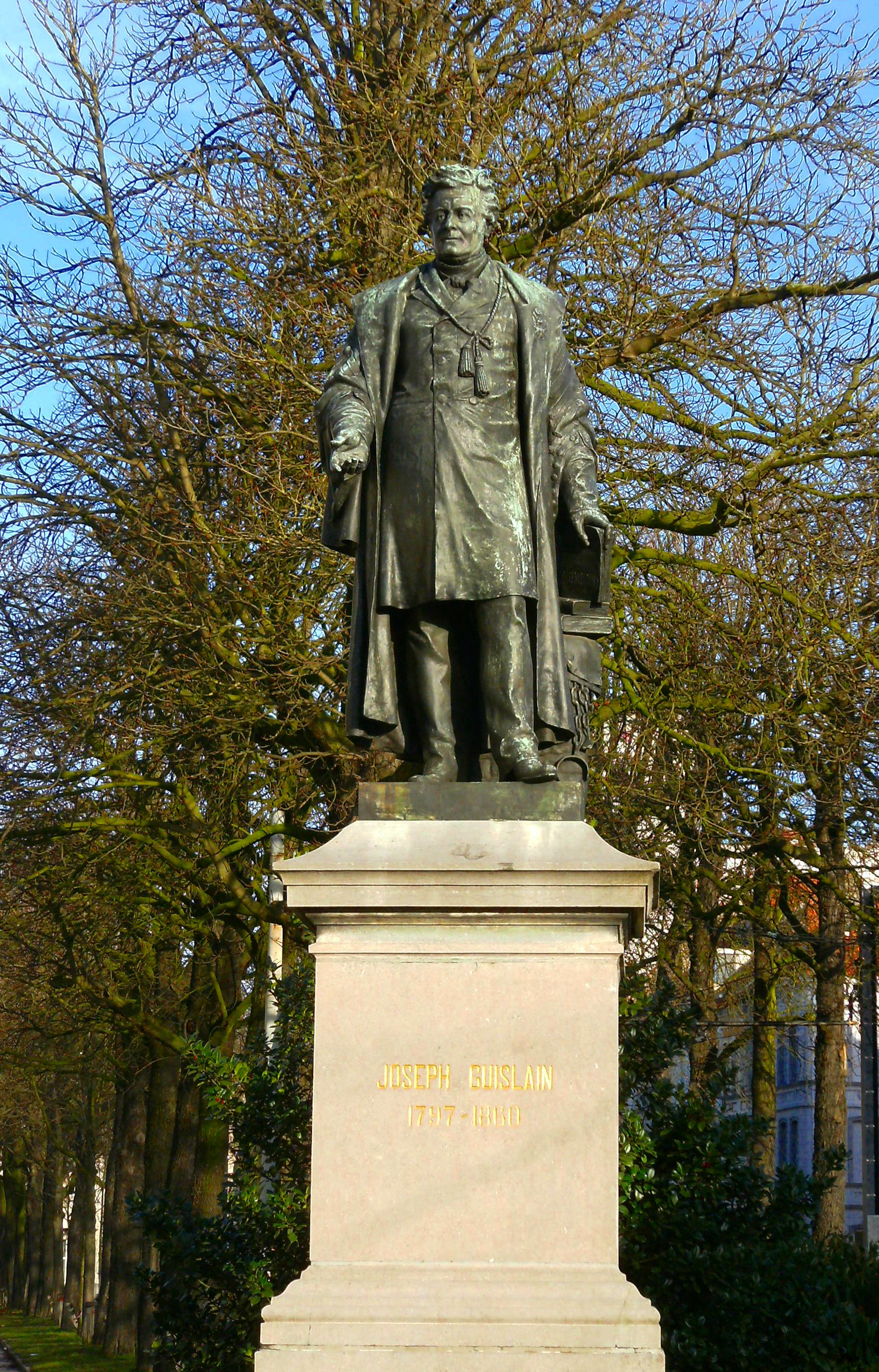
standbeeld van Jozef Guislain (1887), Gent

Albertus (Albert) Hambresin (Willebroek, 22 februari 1850 – Genval, 6 januari 1938) was een Belgisch beeldhouwer.

## Leven en werk
Albert Hambresin was een zoon van winkelier Ludovicus Hambresin en Adelaïde De Moor. Hij studeerde vanaf 1863 aan de Koninklijke Academie voor Schone Kunsten van Brussel, vanaf 1869 als leerling van Eugène Simonis. Hij behaalde diverse prijzen aan de Academie. In 1872 nam hij deel aan de voorbereidende wedstrijden voor de Prix de Rome. 
Hambresin maakte onder meer bustes, figuren, funerair werk en allegorische beelden. Hij beeldhouwde aanvankelijk maatschappelijke onderwerpen, zoals gebruikelijk binnen de stroming van het sociaal realisme, later meer historiserende beelden. Tot het vroegere werk behoren De nettenboeter (1875) en de Jonge visser (1877) die hij respectievelijk op de Salon van Brussel en de Salon van Gent toonde. Voorbeelden van het latere werk zijn Karel V, koning der kruisboogschutters van Brussel en Judith, die hij beide toonde op de wereldtentoonstelling van 1894 in Antwerpen. Hij ontving er een eremedaille tweede klasse voor zijn werk. Ook op onder andere tentoonstellingen viel hij in de prijzen, waaronder de 'Belgian Exhibition of Contemporary Art' in Philadelphia (1882) en de internationale tentoonstellingen in Amsterdam (1883) en Nice (1884). Met Constantin Meunier behoorde hij in 1893 tot de selectiecommissie voor de The Chicago World's Fair. In datzelfde jaar nam hij, met Paul De Vigne, zitting in de jury van de Godecharleprijs. Hambresin was vanaf 1883 lid van de Brusselse kunstenaarsvereniging L'Essor.
Albert Hambresin overleed op 87-jarige leeftijd.

## Enkele werken
- 1878 beelden van Bonne van Artesië en Isabella van Portugal, voor de gevel van het stadhuis van Brussel.
- 1880 monument voor Pierre Wincqz (1811-1877), Grote Markt in Zinnik.[7]
- 1881 Schilderkunst, Architectuur en Beeldhouwkunst, drie allegorische gevelbeelden boven een binnenplaatspoort van het stadhuis van Brussel.
- 1881 buste van architect Lodewijk van Bodegem, collectie Koninklijke Musea voor Schone Kunsten van België.
- 1884 buste van oud-premier Etienne de Gerlache (1785-1871) voor de Académie Royale de Belgique.
- 1884 Vissersvrouw, collectie Galerij Dieleman.
- 1887 standbeeld van Jozef Guislain aan de Begijnhoflaan in Gent.[8]
- 1887 buste van Pieter Langendijk voor de Koninklijke Vlaamse Schouwburg in Brussel.
- 1888 Het gezin, collectie Koninklijke Musea voor Schone Kunsten van België.
- 1888 Vreugde van het moederschap, collectie Koninklijke Musea voor Schone Kunsten van België.
- 1890 drie van de 48 ambachtsbeelden op de Kleine Zavel  in Brussel: houthakkers en boomzagers, groente- en fruithandelaren en wijnhandelaren.
- 1890 Najadenfontein, Kruidtuin, Brussel. Ter vervanging van een vervallen exemplaar uit 1826 van François Rude.
- 1894 Judith, collectie gemeente Schaarbeek.[4]
- 1895 buste van Delcroix voor de Koninklijke Vlaamse Academie.
- 1896 Handel, Wijsheid en Industrie, drie allegorische beelden voor boven het fronton van het kasteel van Laken.
- 1897 buste van Dautzenberg (1897) voor de Koninklijke Vlaamse Academie.
- 1898 De twijg of De offerande, in de tuin van het Koninklijk Museum voor Schone Kunsten Antwerpen.
- ca. 1902 Pour la foi (Voor het geloof), gemeentehuis van Schaarbeek.
- 1906 grafmonument Jeanne Van Calck op de begraafplaats van Brussel.
- 1919 Pleureuse, treurende jongedame op het graf van Jules Denis en Marie Devos op de begraafplaats van Laken.

## Fotogalerij

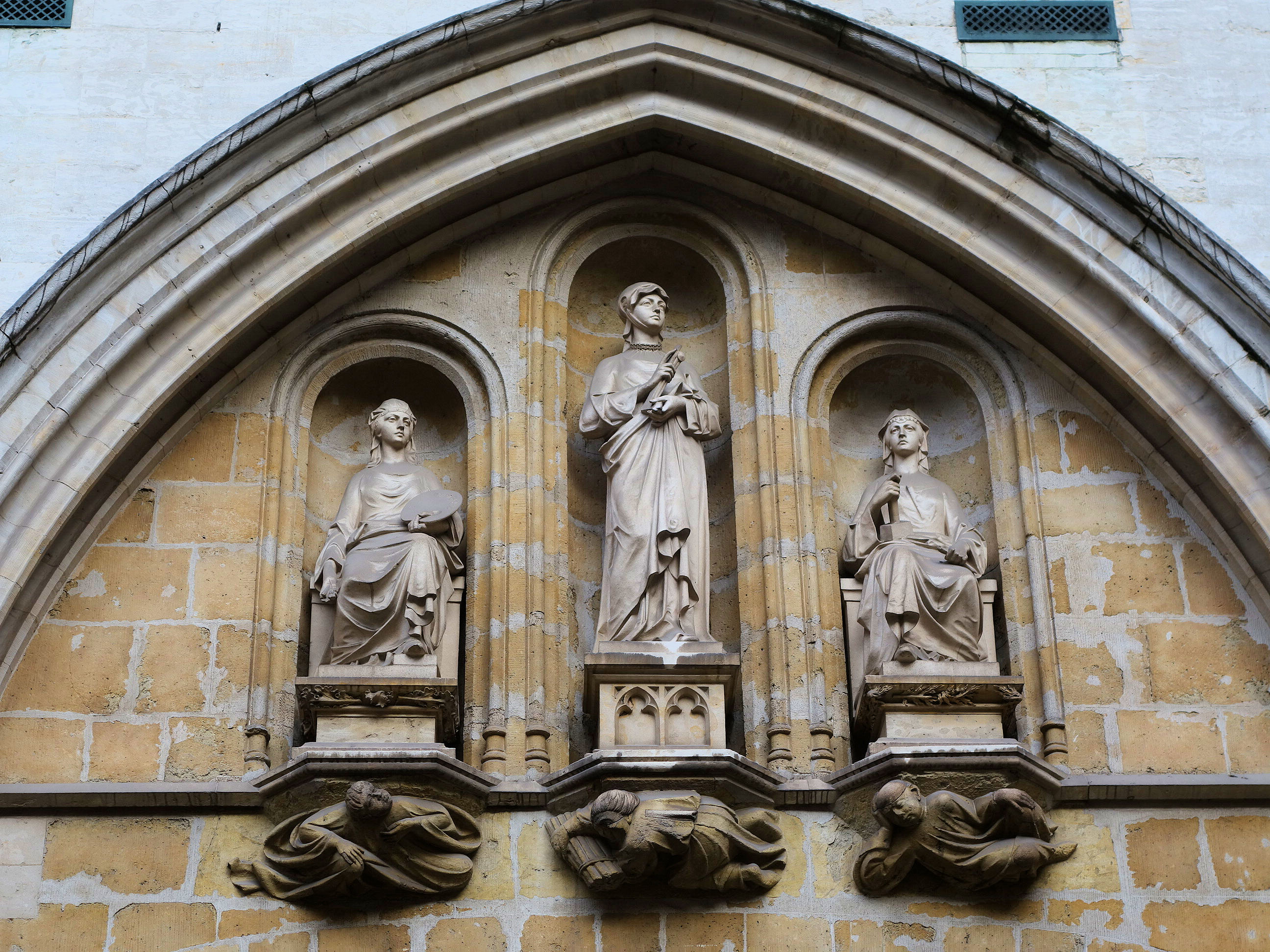
Schilderkunst, Architectuur en Beeldhouwkunst (1881), Brussel
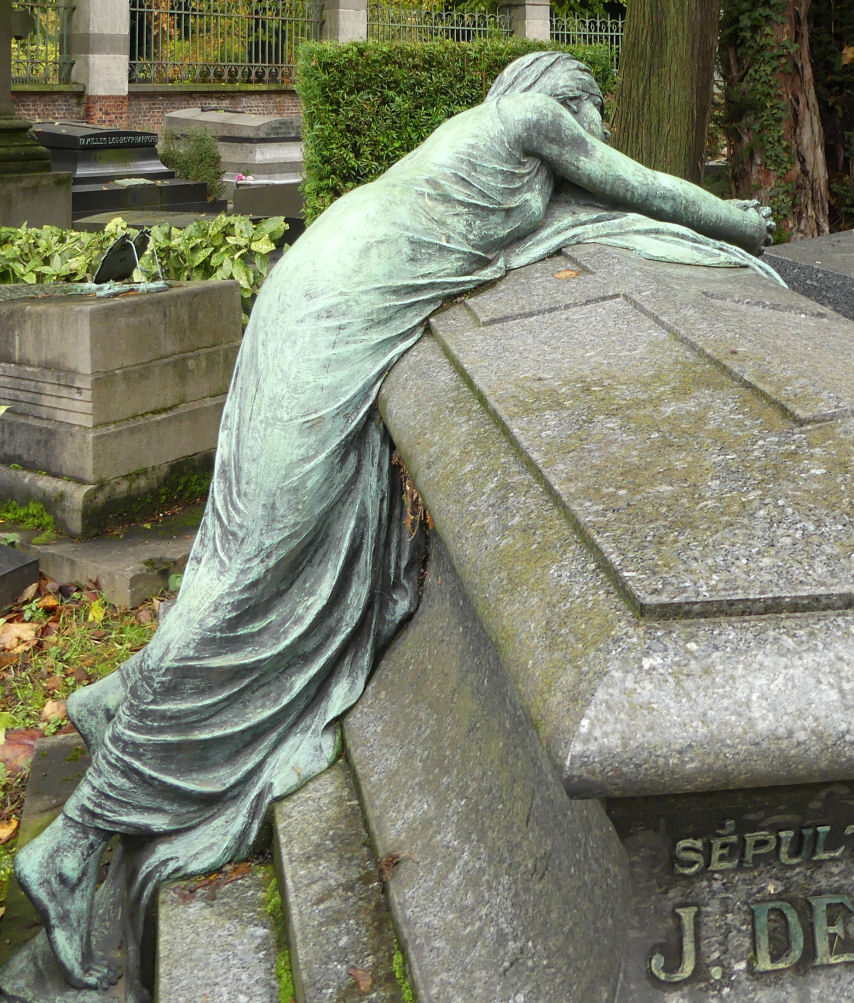
Praalgraf van Jules Denis-Devos, Begraafplaats van Laken
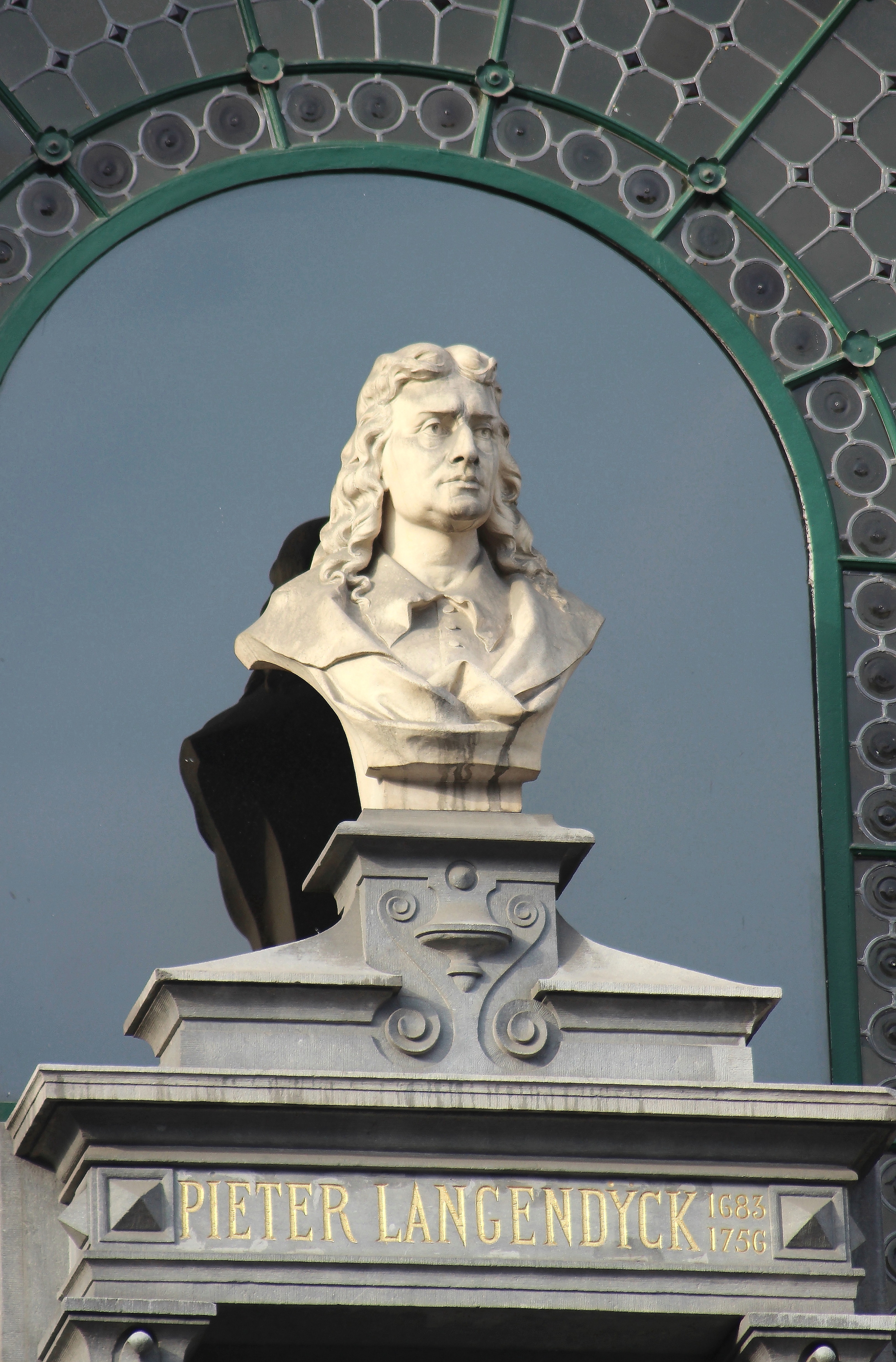
Pieter Langendijk (1887), Brussel
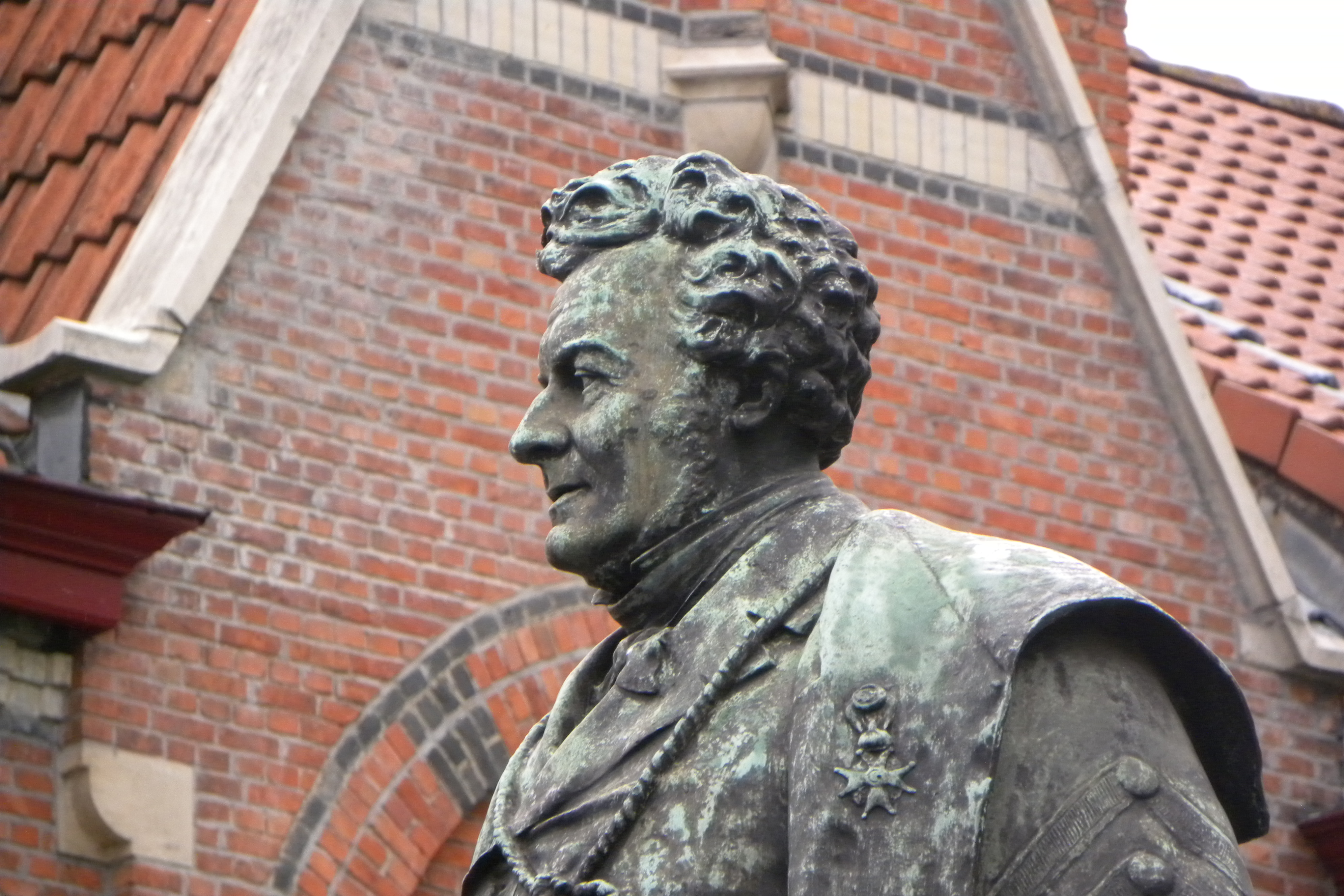
detail Jozef Guislain (1887), Gent
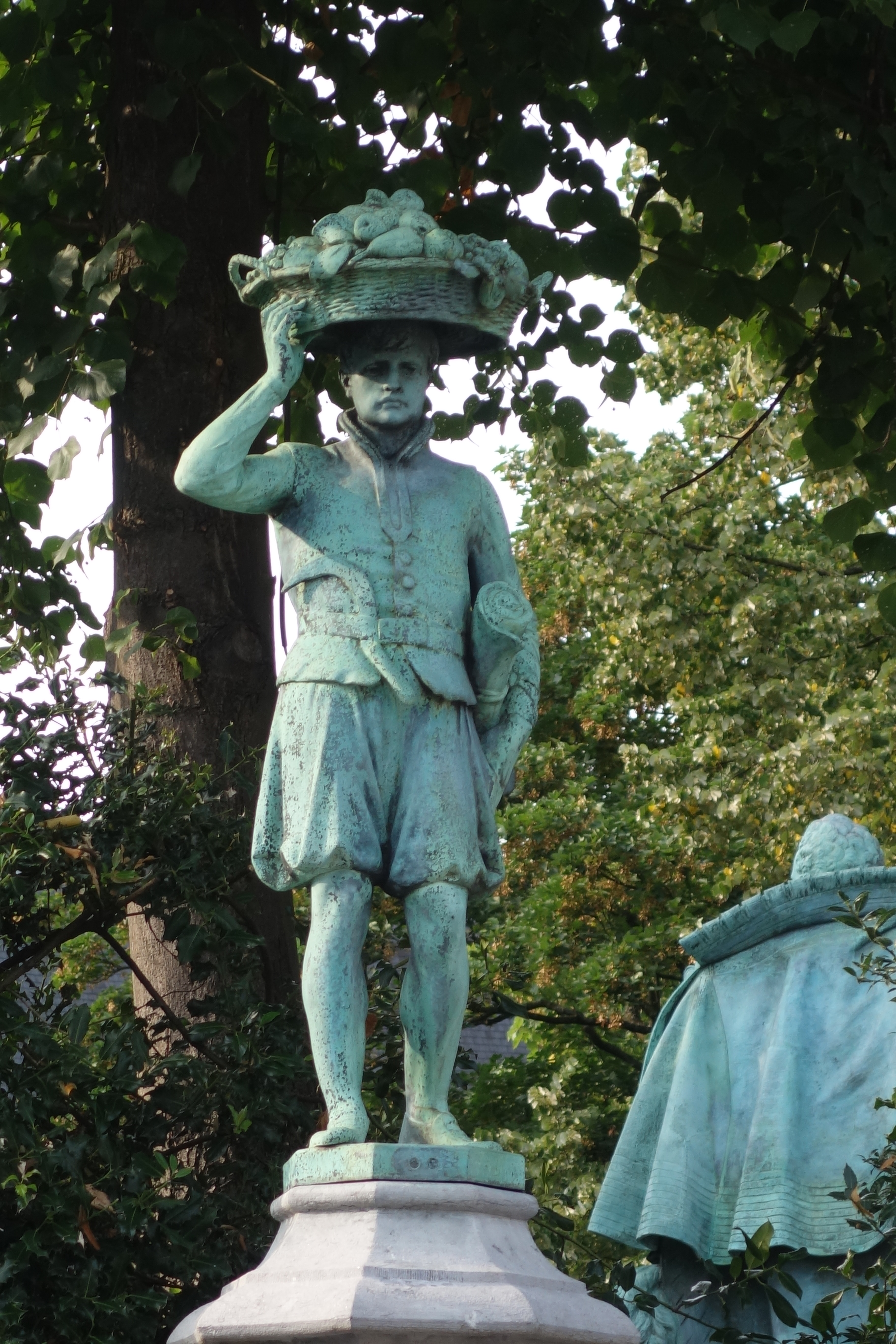
Fruithandelaar (1890), Brussel
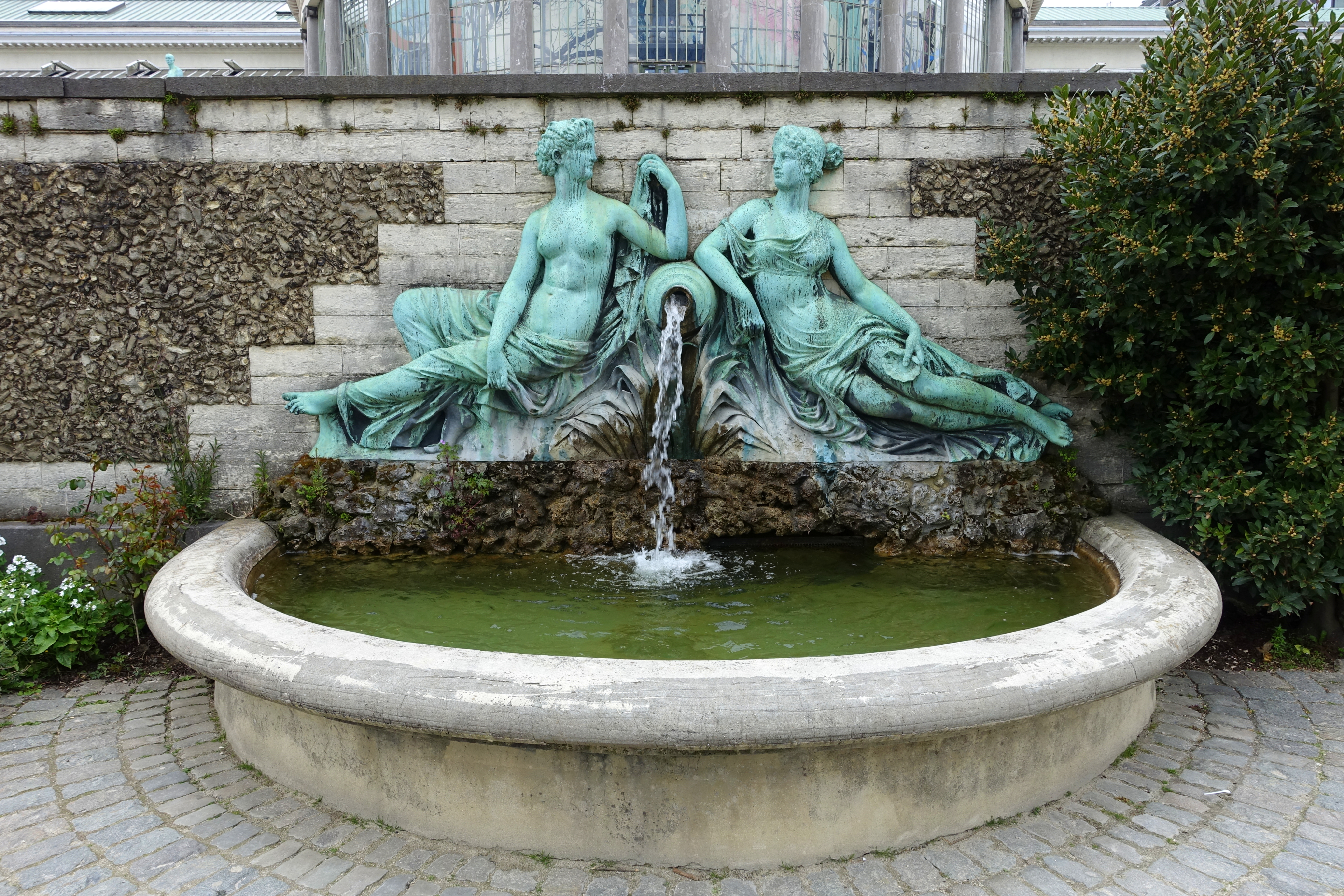
Najadenfontein (1890), Brussel

- RKD-Nederlands Instituut voor Kunstgeschiedenis: 35596
- Union List of Artist Names: 500197514
- Virtual International Authority File: 96697455